# Montrose (Schiff, 1919)
Die Montrose, auch HMS Montrose (Kennung: F45 / D01 / I01), war ein Zerstörer (Flottillenführer) der Scott-Klasse der britischen Marine, der von 1919 bis 1945 in Dienst stand.

## Geschichte

### Bau und Zwischenkriegszeit
Der Bauauftrag für die spätere Montrose wurde während des Ersten Weltkrieges, als Einheit der Scott-Klasse, an die Werft Hawthorn, Leslie & Company in Hebburn vergeben. Diese legte den Rumpf am 27. März 1918 auf Kiel und der Stapellauf erfolgte am 29. Mai 1919. Die Indienststellung erfolgte am 14. Dezember 1919.
Die vor Kriegsende bei der Harwich Force eingesetzte Montrose, das erste von Hawthorn Leslie fertiggestellte Boot der Klasse, wurde 1919 zur Mittelmeerflotte verlegt, bei der sie zehn Jahre verblieb. Im März 1920 wurde sie zusammen mit dem Schwesterboot Stuart zur Evakuierung Weißer Truppen unter Denikin aus Noworossijsk eingesetzt. 1921 beobachteten beide Boote mit anderen Einheiten der Mittelmeerflotte den Griechisch-Türkischen Krieg und die Montrose wurde im Schwarzen Meer zur Verhinderung befürchteter sowjetischer maritimer Unterstützung der Türken eingesetzt. 1930 bis 1932 gehörte das Boot zu den aktiven Einheiten der Home Fleet und ging dann in die Reserve.

### Zweiter Weltkrieg
Kurz vor Kriegsbeginn wurde es dann überholt und im August 1939 mit Reservisten wieder in Dienst gestellt. Im September 1939 wurde die HMS Montrose Führerboot der 17. Zerstörerflottille in Plymouth. Im Januar 1940 verlegte das Boot zur 16. Zerstörerflottille nach Harwich. Im Mai wurde das Boot von Dover aus zur Evakuierung von Dünkirchen eingesetzt und transportierte am 28. Mai 925 Soldaten, konnte aber beschädigt durch eine Kollision mit dem Schwesterschiff Mackay nur einmal eingesetzt werden.
Am 27. Juli 1940 wurde die HMS Montrose bei der Sicherung von Minenräumern vor Aldeburgh durch deutsche Flugzeuge angegriffen und schwer beschädigt. Sie wurde in Chatham repariert und war erst im Februar 1941 wieder einsatzbereit.
Anfang September 1942 gehört die Montrose mit ihren Schwesterbooten Campbell und Malcolm zur Sicherung des 39 Schiffe starken Russland-Konvoi PQ.18. Seit Januar 1943 wurde das Boot wieder zur Sicherung der Küstengeleitzüge in der Nordsee eingesetzt. In der Nacht zum 18. Februar führte es nordöstlich Great Yarmouth ein Gefecht gegen Boote der deutschen 6. Schnellboot-Flottille, die eine Minensperre legen wollte. Dabei wird S 71 durch Artilleriebeschuss der Montrose und des Geleitzerstörers Garth gestoppt und schließlich durch einen Rammstoß der Garth versenkt. Bei diesem Gefecht führte die Montrose vermutlich schon einen 6-pdr (57-mm)-Zwillingsturm an Stelle der 12-cm-Bugkanone in der A-Position, mit dem sie und ihre Schwesterboote Campbell und Mackay sowie fünf Zerstörer der W-Klasse ab 1942 ausgerüstet wurden. Die für die Küstenverteidigung entwickelte Waffe war wegen der höheren Feuergeschwindigkeit zur Bekämpfung von Schnellbooten besser geeignet als die 12-cm-Kanonen, von denen das Boot nur noch zwei führte. Die Flugabwehrbewaffnung bestand inzwischen aus einer 4-Zoll-Kanone und zwei 2 pdr-Geschützen.
Ab Mai 1944 trainierte die Montrose für die geplante Landung in der Normandie mit dem Zerstörer HMS Whitshed und zwei Korvetten. Am 6. Juni geleite diese Gruppe zwölf Landing Ship, Tank (LST) und 27 Landing Craft, Tank (LCT) zum Landungsabschnitt Gold Beach. Bei der Zusammenstellung der Verstärkungsgeleitzüge kollidierte die Montrose am 7. Juni 1944 mit einem US-amerikanischen Frachter und wurde schwer beschädigt. Eine Reparatur des alten Bootes wurde zurückgestellt und dann im Januar 1945 ein Totalschaden des Bootes festgestellt. Im Januar 1946 wurde die HMS Montrose zum Abbruch verkauft, der schließlich in Blyth erfolgte.